# Phellopterus glaucus
Phellopterus glaucus är en flockblommig växtart som beskrevs av Thomas Nuttall, John Torrey och Asa Gray. Phellopterus glaucus ingår i släktet Phellopterus och familjen flockblommiga växter. Inga underarter finns listade i Catalogue of Life.